# Shane Warne
Shane Keith Warne (Melbourne, 13 settembre 1969 – Ko Samui, 4 marzo 2022) è stato un crickettista australiano, considerato uno dei più forti lanciatori della storia di questo sport, specialista del lancio spin e incluso nel Wisden Cricketers of the Century, che comprende i cinque migliori giocatori di cricket di sempre.